# マルクス・トゥッリウス・デクラ
マルクス・トゥッリウス・デクラ（ラテン語: Marcus Tullius Decula、 生没年不詳）は紀元前1世紀初期の共和政ローマの政治家。紀元前81年に執政官（コンスル）を務めた。

## 出自
デクラは、ほとんど無名のプレブス（平民）である、トゥッリウス氏族の出身である。カピトリヌスのファスティによれば、デクラの父のプラエノーメン（第一名、個人名）はマルクス、祖父はアウルスである。父および祖父に関しては名前以外は分からず、デクラははノウス・ホモ（父祖に高位官職者を持たない新人）と思われる。

## 経歴
紀元前102年と100年の間に鋳造されたと思われるデナリウス銀貨に、M. Tulli (us) と刻印されており、デクラはこの時期に造幣官を務めていたと思われる。しかし、この銀貨の鋳造時期を紀元前160年から114年の間とする説もあり、この場合は父マルクスが造幣官を務めたと考えられる。
デクラはアエディリス（按察官）に立候補したが落選したことが、親戚であるキケロの『プランキウス弁護』から分かるが、時期は不明である。デクラに関して、時期が分かる唯一の確実な情報は、紀元前81年に執政官に就任したことである。執政官就任年とウィッリウス法の規定から逆算して、デクラは遅くとも紀元前84年にはプラエトル（法務官）を務めたはずである。
紀元前82年、内戦に勝利したルキウス・コルネリウス・スッラは永久独裁官に就任した。12月にはデクラとグナエウス・コルネリウス・ドラベッラが翌年の執政官に選出され、スッラはこれを了承した。スッラのこの人選の理由は不明である。ドラッベラは特に著名な人物ではなく、これといった功績もなかった。
選挙自体は明らかにスッラが支配していた。スッラ配下の将軍であったクィントゥス・ルクレティウス・オフェッラは、スッラの意向に反して執政官選挙に立候補したのだが、殺害された。デクラとドラベッラは、執政官とはいえスッラが独裁官として権力を掌握していたため、全く実権を持たなかったと思われる。執政官としてのデクラの業績は何も知られていない。ただ、その名前がいくつかの資料に記録されているだけである。

## 参考資料

### 古代の資料
- アッピアノス『ローマ史』
- マルクス・トゥッリウス・キケロ『プランキウス弁護』

### 研究書
- Korolenkov A. , Smykov E. Sulla. - M .: Molodaya gvardiya, 2007 .-- 430 p. - ISBN 978-5-235-02967-5 .
- Broughton T. Magistrates of the Roman Republic. - New York, 1952. - Vol. II. - P. 558.
- Münzer F. Tullius 34 // Paulys Realencyclopädie der classischen Altertumswissenschaft . - Stuttg.  : JB Metzler, 1948. - Bd. II, 14. - Kol. 1312.